# Borís Jaikin
Borís Emmanuílovich Jaikin (en ruso, Борис Эммануилович Хайкин; Minsk, 13 de octubre de 1904 – Moscú, 10 de mayo de 1978) fue un director de orquesta judío ruso nombrado Artista del pueblo de la URSS en 1972.
Jaikin nació en Minsk, entonces parte del Imperio ruso (y actualmente la capital de Bielorrusia). Estudió en el Conservatorio de Moscú con Nikolái Malkó y Konstantín Sarádzhev.  Fue director artístico del Pequeño Teatro de Ópera de Leningrado en 1936-43 y el principal director en el Teatro Kírov en 1944-53, donde él dirigió el estreno del Compromiso en un monasterio de Serguéi Prokófiev el 3 de noviembre de 1946. Se pasó al Teatro Bolshói en 1954. Murió en Moscú.

## Discografía
Jaikin destaca por sus dos grabaciones, aclamadas por la crítica, de Jovánschina: una edición de 1946 con Mark Reizen, y una versión de 1972 con Irina Arjípova). Su grabación de la temprana y poco conocida Primera Sinfonía de Nikolái Rimski-Kórsakov, recibió buenas críticas. Jaikin también grabó varias óperas y ballets de Piotr Ilich Chaikovski, en particular un Eugenio Oneguin con Galina Vishnévskaya y Serguéi Lémeshev. 
Otras grabaciones de ópera incluyeron: 
- Mijaíl Glinka, Una vida por el zar (en la versión Iván Susanin), 1960.
- Aleksandr Dargomyzhski, El convidado de piedra con la Sinfónica y coro de la Radio de la URSS, 1959.
- Antón Rubinstein, El demonio.
- Kiril Molchánov, El soldado desconocido.
- Näcip Cihanov, Musá Dzhalil (poema-ópera basado en la vida del poeta tártaro soviético Musá Cälil)[3]
- Vlásov y Fere; La bruja (basada en una historia de Chéjov).